# Petank
Petank je sport koji spada u kategoriju kuglaškog sporta, zajedno sa rafom, boćanjem, kionsko kuglanje, boćanje na travi i krunsko zeleno kuglanje. U svim ovim sportovima igrači ili timovi bacaju svoje boće/kugle prema ciljanoj kugli.
U petanku je cilj da se postignu bodovi tako što su kugle bačene bliže ciljnoj kugli od protivnika nakon što su sve kugle bačeni. To se postiže bacanjem ili kotrljanjem kugli što bliže maloj ciljnoj kugli, zvanično zvanoj džek, ali kolokvijalno poznatoj kao kušune, ili odbacivanjem protivnikovih kugli od cilja, dok se stoji unutar kruga sa obe noge na zemlji.
Petank se obično i najbolje je igra na tvrdoj podlozi ili šljunku. Može se igrati na javnim površinama u parkovima ili u namenskim objektima zvanim bulodromi.
Trenutni oblik igre nastao je 1907. ili 1910. godine u La Sjoti, u Provansi, u Francuskoj. Francuski naziv pétanque (pozajmljen u engleskom jeziku, sa akutnim naglaskom ili bez njega) potiče od reči petanca u provansalskom dijalektu oksitanskog jezika, što potiče od izraza pès tancats, što znači „fiksirane noge“ ili „ukopane noge“ (na terenu).

## Istorija

### Izum igre
Igre sa kuglama imaju vrlo dugu istoriju, koja datira kroz srednji vek do antičkog Rima, i pre toga do antičke Grčke i Egipta.
U Francuskoj je u drugoj polovini 19. veka oblik boćanja poznat kao provansalska igra (ili lionska lopta) bio izuzetno popularan. U ovom obliku igre igrači su kotrljali kugle ili trčali tri koraka pre nego što bi bacili kuglu. Petank se prvobitno razvio kao izdanak ili varijanta provansalske igre 1910. godine, u onome što se danas naziva Žil Lenorova kuglana u gradu La Sjota u blizini Marselja. Bivši provansalski igrač po imenu Žil Lenor bio je toliko jako pogođen reumatizmom da više nije mogao da trči pre nego što bi bacio kuglu. Zapravo, on jedva je mogao da stoji. Njegov dobar prijatelj po imenu Ernest Pitiot bio je vlasnik lokalnog kafića. Da bi udovoljio svom prijatelju Lenoru, Pitiot je razvio varijantni oblik igre u kome je dužina terena smanjena na oko polovine, a igrač je, umesto da trči da bi bacio loptu stajao, nepokretan, u krugu. Oni su to nazvali igrom zatvorenih stopala, „stopala ukopana“ (na zemlji), što je ime koje je na kraju evoluiralo u današnje ime igre, petank.
Prvi turnir u petanku organizovao je Ernest Pitiot, zajedno sa svojim bratom Žozefom Pitiotom, 1910. godine u La Sjoti. Nakon toga igra se brzo proširila i ubrzo postala najpopularniji oblik boćanja u Francuskoj.
Pre sredine 1800-ih, za evropske boćarske igre koristile su se čvrste drvene kuglice, obično napravljene od korena šimšira, vrlo tvrdog drveta. Tokom kasnih 1800-ih uvedeni su jeftini masovno proizvedeni ekseri, a drvene kugle su postepeno počele da bivaju prekrivene ekserima, proizvodeći boules cloutées („zakovane kugle“). Nakon Prvog svetskog rata tehnologija izrade topovskog zrna prilagođena je tako da omogućena proizvodnju šupljih, potpuno metalnih kugli. Prvu potpuno metalnu kuglu, la Boule Intégrale, predstavio je polovinom 1920-ih Pol Kurtje. Intégrale je livena u jednom komadu od legure bronze i aluminijuma. Ubrzo nakon toga Žan Blan je izumeo postupak proizvodnje čeličnih kugli utiskivanjem dve čelične ploče u hemisfere, a zatim zavarivanjem dve hemisfere da bi se stvorila kugla. Ovim tehnološkim napretkom, šuplje metalne kuglice su brzo postale norma.

### Globalno širenje igre
Nakon razvoja potpuno metalnih kugli, petank se brzo proširila iz Provanse na ostatak Francuske, zatim u ostatak Evrope, a potom u frankofonske kolonije i zemlje širom sveta. Danas mnoge zemlje imaju svoja nacionalna upravljačka tela.
U Francuskoj,  ima više od 300.000 licenciranih članova.
Isto tako postoje jake nacionalne federacije u Nemačkoj, Španiji i Engleskoj. Petank se aktivno igra u mnogim zemljama sa istorijom francuskog kolonijalnog uticaja, posebno u jugoistočnoj Aziji, uključujući Laos, Tajland, Vijetnam, Kambodžu i Pudušeri u Indiji, kao i neke delove Afrike. Danas neki od najjačih igrača na svetu dolaze sa Madagaskara i Tajlanda.
Petank je predstavljen na Sveafričkim igrama 2015, kojima je domaćin bila Republika Kongo, bivša francuska kolonija.
Petank se ne igra širom Amerike. Postoji kanadska federacija za petanka sa sedištem u Kvebeku. U Sjedinjenim Državama, Federacija petanka USA (FPUSA) izveštava da je oko 30.000 igara odigrano širom zemlje. Prema podacima od 1. decembra 2015, FPUSA je brojala 2141 članova u SAD-u, u 52 pridružena kluba.
Na međunarodnom nivou, upravljačko telo petanka je Međunarodna federacija petanka i provansalske igre (fr. Fédération Internationale de Pétanque et Jeu Provençal, FIPJP). Ona je osnovana je 1958. godine u Marselju i broji oko 600.000 članova u 52 zemlje, prema podacima iz 2002. godine.

#### U popularnoj kulturi
Igra se pojavila u francuskom kriminalističkom filmu Le deuxieme souffle 1966. Petanku se takođe pojavio u sezoni 4, epizoda 20 (Petank) američkog sitkoma The Cosby Show 1988. U filmskoj adaptaciji misterije Agate Kristi Zlo pod Suncem, osumnjičeni koga glumi Džejms Mejson je ispitivan o njegovom alibiju dok je igrao petank. U četvrtoj epizodi The Amazing Race 30 prikazano je takmičenje u petanku na Place des Lices u Sen Tropeu.

### Državna i međunarodna takmičenja
Postoji niz važnih svetskiх šampionatskih turnira. FIPJP svetsko prvenstvo se održava se svake dve godine. Muško prvenstvo se održava parnih godina, dok se žensko i omladinsko prvenstvo održavaju neparnih godina.
Verovatno najpoznatije međunarodno prvenstvo je Globalni marseljski petank, koje se svake godine održava u Marselju u Francuskoj, sa više od 10.000 učesnika i više od 150.000 gledalaca.
Najveći godišnji turnir u Sjedinjenim Državama je Petank open Amelija ostrva (nekada Američki open u petanku), koji se svake godine održava u novembru na ostrvu Amelija na Floridi.
La britiš open je veliki turnir u Petanku koji se održava na severu Engleske, u Velikoj Britaniji. Do sada je ovo prvenstvo privlačilo igrače iz cele Velike Britanije i Evrope.
Petank trenutno nije olimpijski sport, iako Svetska konfederacija kuglaškog sporta - koju je 1985. godine stvorilo nekoliko međunarodnih kuglaških organizacija posebno u tu svrhu - od 1985. godine lobira u Olimpijskom komitetu kako bi se petank uvrstio u letnje olimpijske igre.

## Igranje igre

### Oprema
Petank igraju dva tima, pri čemu se svaki tim sastoji od jednog, dva ili tri igrača.
U pojedinačnim i dubl igrama svaki igrač igra sa tri metalne kugle. U trojkama svaki igrač koristi samo dve.
Prostor na kojem se igra petank naziva se teren. Igra se može igrati na otvorenom prostoru poput javnog parka, gde granice terena nisu označene, ili formalnije na „obeleženom terenu“ gde su označene granice terena (tradicionalno, koncem čvrsto zategnutim između eksera zabijenih u teren).
U petanku igrači bacaju stojeći u krugu. Tradicionalno, krug je jednostavno zagreban u tlu. Počev od 2005. godine, uvedeni su crveni plastični „prefabrikovani“ krugovi koji se sada široko koriste u formalnim igrama. Krug nacrtan na zemlji mora biti prečnika 35–50 cm (14-20 inča), dok plastični krug mora imati unutrašnji prečnik 50 cm (20 inča).

### Ciljevi
Igra se sastoji od nekoliko menova. Francuska reč mène obično se na prevodi kao „kraj“ ili „krug“. Krug se sastoji od izbacivanja kušune (male drvene ciljne kuglice), a zatim dva tima bacaju svoje kugle.
Nakon što su oba tima bacila sve svoje kugle, tim sa kuglom najbližim kušuneu osvaja kraj. Pobednički tim postiže po jedan poen za svaku svoju kuglu, koja je bliža od najbliže kugle protivničkog tima. To znači da bi pobednički tim u teoriji mogao da postigne čak šest bodova na kraju, iako je rezultat od jedan ili dva poena tipičniji.
Kako igra napreduje, svaki tim akumulira bodove sve dok jedan od timova ne dostigne 13, pobednički broj bodova.

### Redosled igre
Igra započinje bacanjem novčića kako bi se utvrdilo koji tim igra prvi. Tim koji pobedi u bacanju započinje igru postavljanjem kruga, zatim stajanjem u krug i bacanjem kušunea na udaljenost od 6–10 m (20–33 ft). Igrač iz ekipe koja je bacila kušune baca prvu kuglu. Tada igrač protivničke ekipe baca kuglu.
Od tog trenutka za tim sa loptom koja je najbliža kušuneu kaže se da „ima poen“. Ekipa koja nema bod baca sledeću loptu. Taj tim nastavlja da baca kugle dok ili ne osvoji bod ili ne ostane bez kugli.
Ako su u bilo kom trenutku najbliže kugle iz svakog tima jednako udaljene od kušunea, onda tim koji je bacio poslednju kuglu ponovo baca. Ako su kugle i dalje jednako udaljene, timovi igraju naizmenično dok se veza ne prekine. Ako su kugle i dalje jednako udaljene na kraju kruga, tada nijedan tim ne postiže nijedan poen.
Tim koji je pobedio u krugu započinje sledeći krug. Igrač iz pobedničkog tima postavlja (ili crta) krug oko kušunea. Zatim igrač podiže kušune, staje u krug i baca kušune da započne sledeći kraj.

## Galerija
- Igranje petanka u kasnim popodnevnim satima u Eg-Mortu
- Ljudi koji igraju petank pored tvrđave St. Luj u Tulonu.
- Svetsko prvenstvo u Petanku 2006. u Grenoblu, Francuska
- Akcija na polju Petanka u Batgnolsu.
- Igrači Petank kluba Brajton & Houv na terenu statue mira, Brajton i Houv, UK